# Sunday at the Village Vanguard
Sunday at the Village Vanguard är ett album från 1961 av jazzpianisten Bill Evans och hans trio. Albumet rankas ofta som en av de bästa live-jazzinspelningarna någonsin.
De inspelningar som ligger till grund för albumet gjordes den 25 juni 1961 på Village Vanguard i New York. Det var det sista framträdandet någonsin med den sättning av Bill Evans Trio som bestod av Evans, basisten Scott LaFaro och trummisen Paul Motian, då LaFaro dog i en bilolycka tio dagar efter inspelningen.
Mer material som spelades in vid samma tillfälle har getts ut, dels som de separata albumen Waltz for Debby (även det 1961), dels Bill Evans - More From the Vanguard.  Allt material som spelades in, utom något enstaka spår som gått förlorat, släpptes 2005 som CD-boxen The Complete Village Vanguard Recordings, 1961.

## Spår
1. "Gloria's Step" (take 2) (Scott LaFaro) – 6:09
2. "My Man's Gone Now" (George Gershwin) – 6:21
3. "Solar" (Miles Davis) – 8:52
4. "Alice in Wonderland" (take 2) (Sammy Fain) – 8:34
5. "All of You" (take 2) (Cole Porter) – 8:17
6. "Jade Visions" (take 2) (Scott LaFaro) – 3:44

## Medverkande musiker
- Bill Evans – Piano
- Scott LaFaro – Bas
- Paul Motian – Slagverk